# Adherbal (đô đốc)
Adherbal (tiếng Hy Lạp Ατάρβας; mất năm 230 TCN) là một đô đốc của hạm đội Carthage, người Carthage đã gây chiến với người La Mã để nhằm tranh giành quyền thống trị khu vực Địa Trung Hải trong cuộc Chiến tranh Punic lần thứ nhất (264–241TCN). Ông đã đưa hạm đội của người Carthage tới Drepana ở Sicily, và đánh bại hoàn toàn Chấp chính quan La Mã Publius Claudius Pulcher trong Trận Drepana vào năm 249 TCN.